# Dulle
En dulle er en kulturel stereotypi der betegner en kvinde, der primært går op i ydre forhold som tøj, makeup og sit udseende. Hun er ikke interesseret i samfundsforhold og kultur, men har fokus på den materielle side af tilværelsen, hvor shopping og skønhedspleje er de vigtigste aktiviteter. Det hører med til stereotypien, at duller er seksuelt indladende og optaget af at score alfahanner med godt udseende og social status. Dullen er således beslægtet med en anden kulturel kvindestereotypi golddiggereren, som er en kvinde, der går efter at blive gift med en velhavende mand for at øge sin egen sociale status.
Ordet dulle kan også bruges som et nedsættende slang for en ung kvinde med store mængder makeup, og er ofte brugt blandt unge.
Samt som en neutral form "at dulle sig op" som typisk betyder at iføre sig make-up og/eller stramt siddende/sexet tøj.